# Villa Garnier

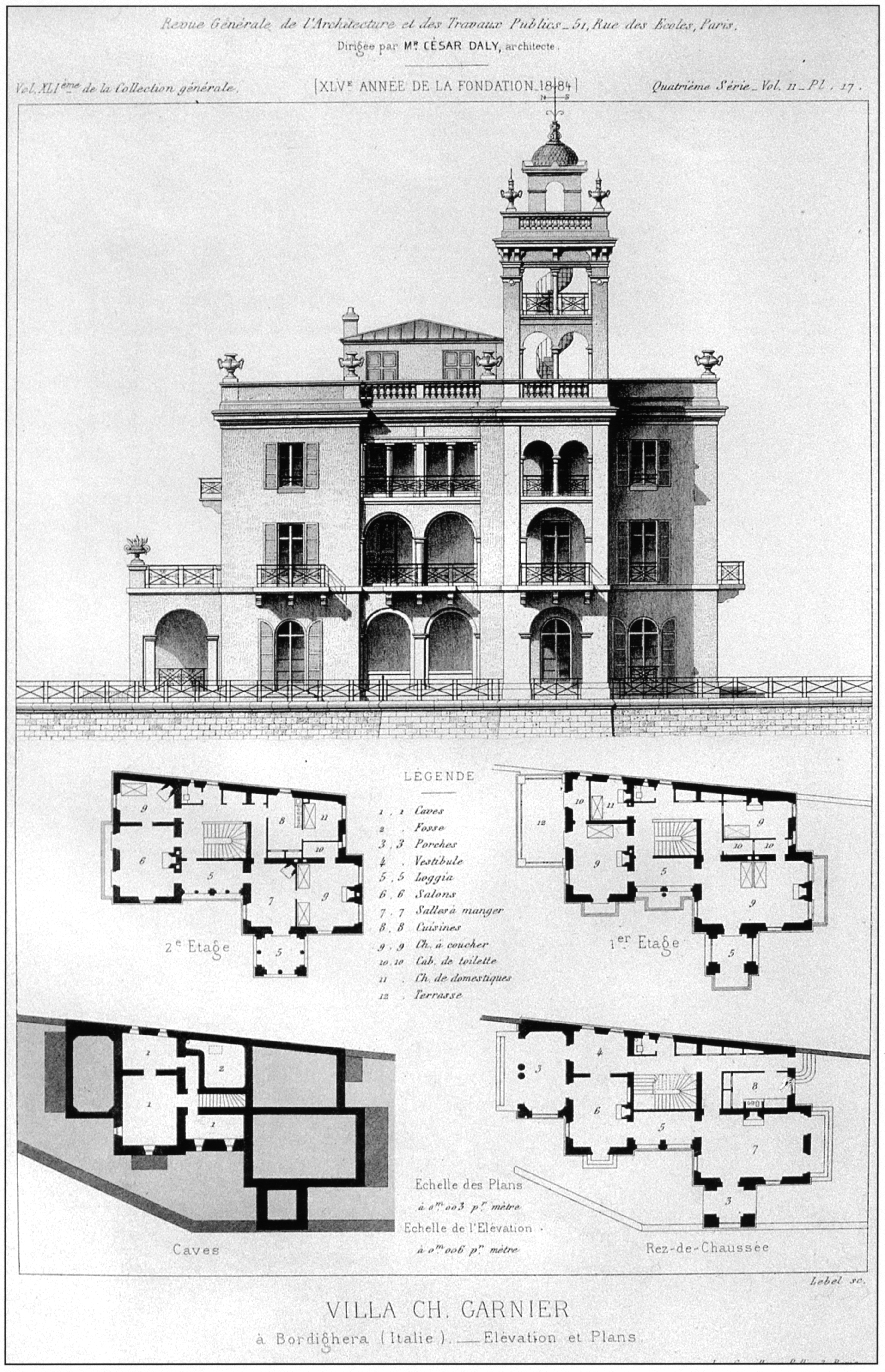
Originalzeichnung von Charles Garnier, erschienen in Revue de l'Architektur von César Daly und den Travaux Publics (Paris, 1886)

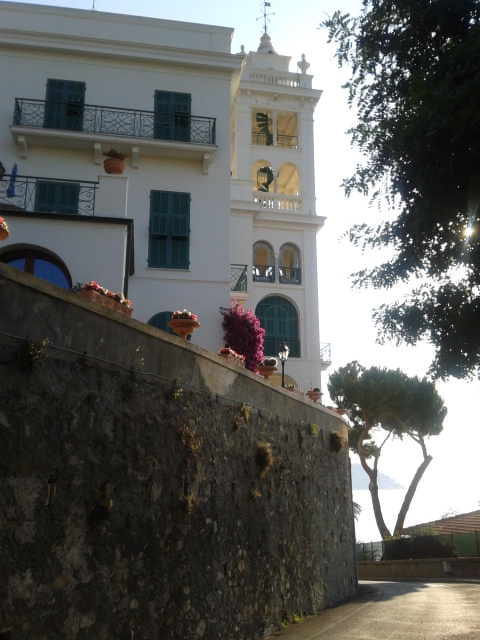
Der Wachturm

Die Villa Garnier liegt an der Via Garnier in Bordighera an der Ligurischen Riviera in Italien. Das Gebäude ist Teil des Eigentums, das durch die Superintendentur für Architektur und Landschaft von Ligurien geschützt ist.

## Geschichte
Nachdem er eine gewisse Zeit in Menton gelebt hatte, entschied sich der Architekt Charles Garnier, eine Villa in Bordighera zu errichten. Im Mai 1871 fand er ein Terrain in der Nähe der Arziglia. Dieser Ort war bereits von einer kleinen Kapelle besetzt, die als Grundschule für Jungen benutzt wurde. Es handelte sich um ein abschüssiges Grundstück außerhalb der Stadt, das sich bis zum Meer erstreckte und den Fischerstrand, die berühmte Arziglia umfasste. Um das Land zu erhalten, bot Garnier der Gemeinde zusätzlich zum Bau einer neuen Schule eine beträchtliche Summe an. Angesichts dieses außergewöhnlichen Angebots erfüllte die Stadt die Bedingungen und Garnier konnte das Land kaufen.
Die elegante Villa wurde später ein Vorbild für die Architektur der Ligure Riviera und der Côte d’Azur (Französische Riviera).
In Bordighera hatte Garnier viele bekannte Gäste wie Jean-Louis-Ernest Meissonier und Gustave Boulanger. An den Wänden des Eingangs kann man immer noch Karikaturen dieser Künstler sehen. In der Villa befinden sich noch einige Gemälde von Jules Eugène Lenepveu, Alexandre Bida und Georges Clairin, die Teil der Sammlung von Garnier waren.
Seit 1954 ist die Villa ein Ordenshaus der Kongregation der Josefsschwestern von Aosta.

## Die Gärten
Die Gärten wurden von Garnier mit Hilfe seines Sohnes Christian und Ludovic Winter geschaffen. Die Villa ist von einem prächtigen Palmenhain und sonnenüberfluteten Terrassen umgeben, auf denen auch exotische Pflanzen angebaut wurden. Insgesamt gibt es hier etwa 600 verschiedene Sorten; es überwiegen lokale Arten wie Olivenbäume, Palmen, Feigenbäume, Zitronenbäume.
Heute gibt es im 2.500 Quadratmeter umfassenden Garten zehn verschiedene Palmenarten und mehrere hundertjährige Bäume, darunter eine Nolina longifolia.
Im Garten befindet sich ferner eine Büste Charles Garniers, die vom französischen Bildhauer Jean-Baptiste Carpeaux geschaffen wurde, und eine Säule aus dem Palais des Tuileries in Paris.